# Acheilognathus longipinnis
Acheilognathus longipinnis е вид лъчеперка от семейство Шаранови (Cyprinidae). Видът е световно застрашен, със статут Уязвим.

## Разпространение
Разпространен е в Япония.

## Описание
Дължината им е около 8 cm.